# Спирос Франгопулос
Спиридон (Спирос) Франгопулос с псевдоним Зограс (на гръцки: Σπυρίδων Φραγκόπουλος, Ζόγρας), е гръцки офицер и деец на гръцката въоръжена пропаганда в Македония.

## Биография
Спирос Франгопулос е роден на остров Закинтос. Като лейтенант от гръцката армия действа първоначално с Павлос Мелас в Кожанско. По-късно влиза в андартската чета на капитан Михаил Мораитис (капитан Кодрос) с псевдонима капитан Зограс (καπετάν Ζόγρας). От пролетта на 1905 година обикалят Гумендженско, правят опит да проникнат в Мъгленско, но през май същата година четата им е предадена от влашкото население на кукушкото село Ливада. При последвалото сражение с турската армия четата се разпръства в Паяк планина, а Спирос Франгопулос и капитан Мораитис са убити.
Паметникът на Франгопулос в Крива е разрушен с чук от местен жител на 15 август 1986 година.